# Kumla gård, Botkyrka

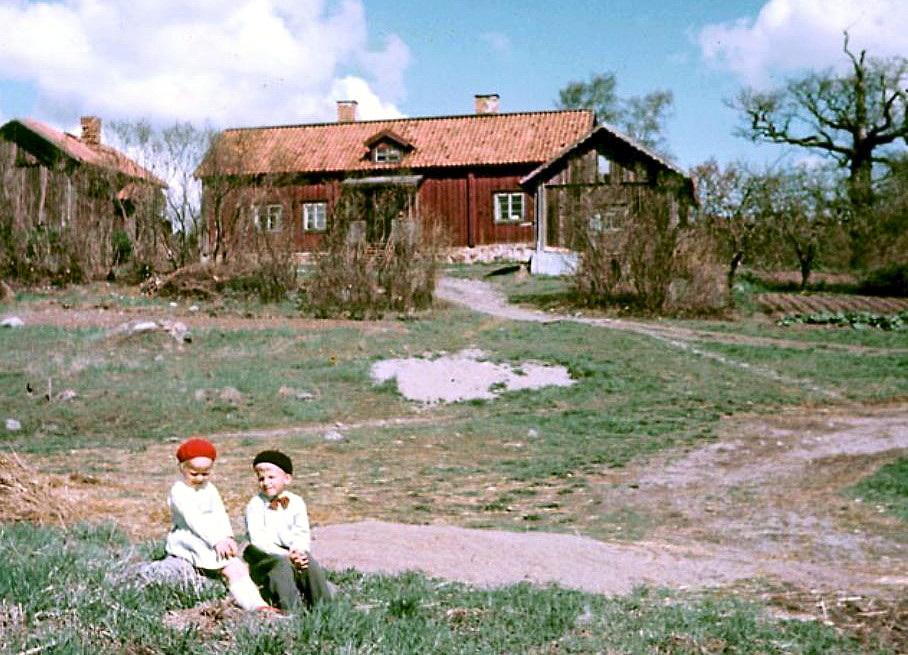
Kumla gård på 1950- eller 1960-talet.

Kumla gård med Kumla gårdstomt var ett torpställe i Botkyrka socken vid dagens trafikplats Hallunda i nuvarande Botkyrka kommun. I området fanns vikingatida bo- och gravplatser. Den sista bebyggelsen revs i slutet av 1960-talet. 

## Äldre historik

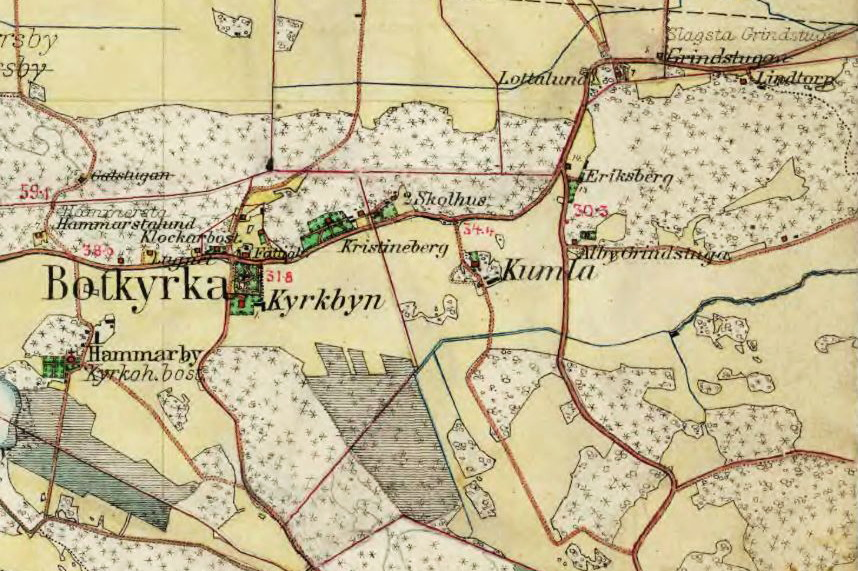
Kumla gård, häradskartan 1901.

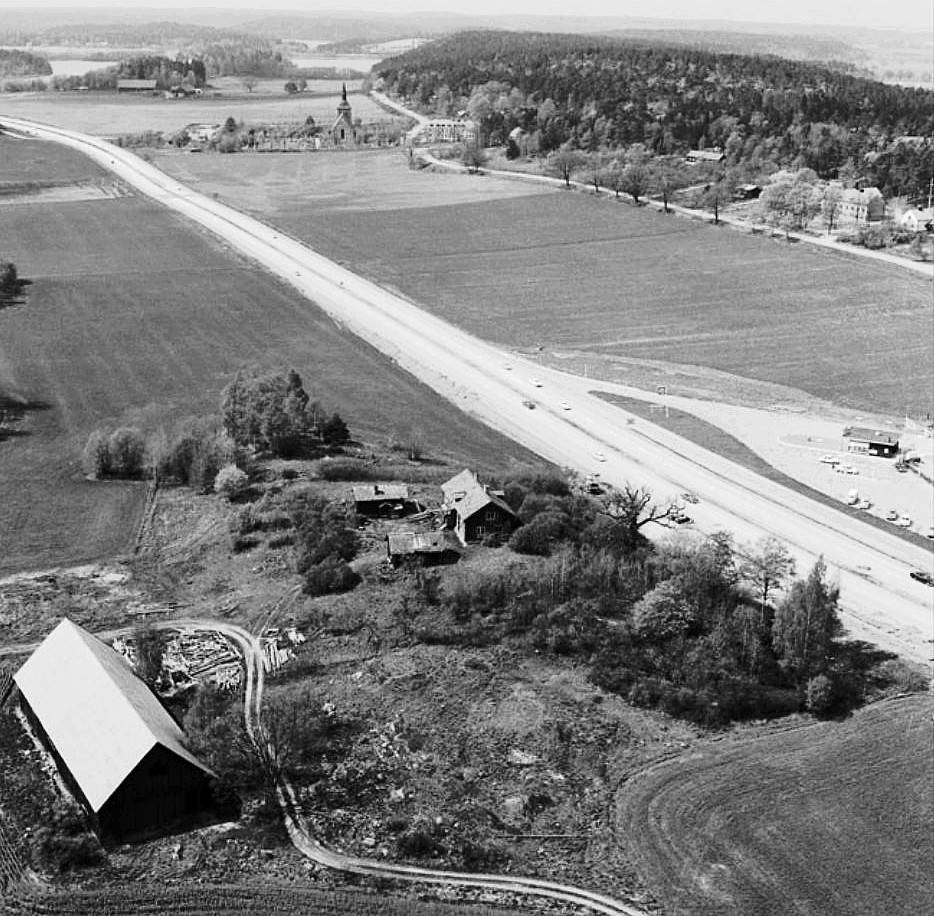
Kumla gård och Södertäljevägen 1967.

Kumla (in Kumblum) nämns första gången år 1331 och 1453 talas om en Lars i Kumla. Gården låg öster om Botkyrka kyrka och Göta landsväg gick rakt över tomten.  I början av 1630-talet förlänades Kumla till Johan A. Salvius som fick både Kumla och Segersböle med full frälsefrihet. 
I slutet av 1700-talet uppfördes mangårdsbyggnaden som troligen är den byggnaden som stod kvar fram till slutet av 1960-talet, då den revs. Då bestod Kumla gård förutom manbyggnaden av två flyglar och en ladugård. År 1936 genomfördes en uppmätning av huvudbyggnaden. Vid den tidpunkten fanns tre kök med kammare i bottenvåningen och i vindsvåningen låg ytterligare ett rum och kök samt fyra vindskontor. Förmodligen bodde här samtidigt fyra familjer som hade sina odlingslotter på och utanför gårdstomten.

## Nyare historik
I början av 1950-talet fick den gamla Södertäljevägen en ny, mera sydlig sträckning. På ett fotografi från 1967 framgår Kumla gårdens fyra byggnader intill den nya motorvägen som senare skulle kallas E4/E20. I bakgrunden ligger Botkyrka kyrka och mittemot gården syns en liten bensinmack. Det är föregångaren till dagens Shell-station vid Hallunda trafikplats.

## Arkeologiska undersökningar
Kumla gårdstomt har undersökts av arkeologer vid flera tillfällen. Den senaste genomfördes  åren 2006 och 2007 i samband med att ett byggvaruhus skulle utöka sin bebyggelse österut. Totalt påträffades 14 husgrunder, varav två äldre boningshus och ett stolpburet hus som kunde dateras till sen vikingatid.
Man gjorde fynd av bland annat tegel, takpannor, fönsterglas, spikar, kakel, brända trärester och porslin. Sammantaget uppvisade undersökningen en brukningstid av platsen mellan sen vikingatid och 1500-tal, innan den mangårdsbyggnaden uppfördes som revs i slutet av 1960-talet. Numera ligger Kumla gårdstomt under byggmarknadens tillbyggnad. Bara Kumla gårdsväg i närbelägna Eriksbergs industriområde påminner om den historiska platsen.

## Nutida bilder

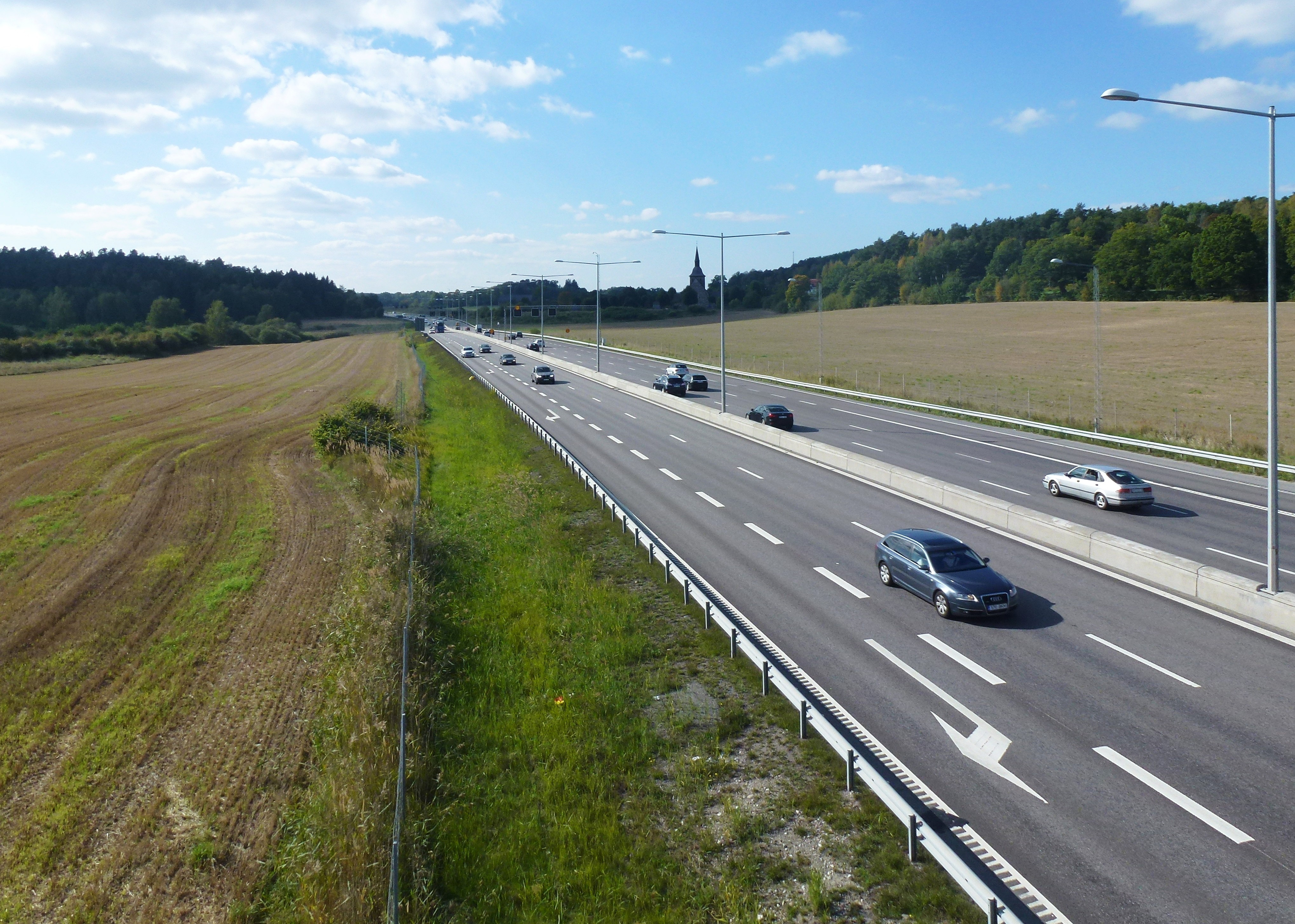
Södertäljevägen västerut 2014.
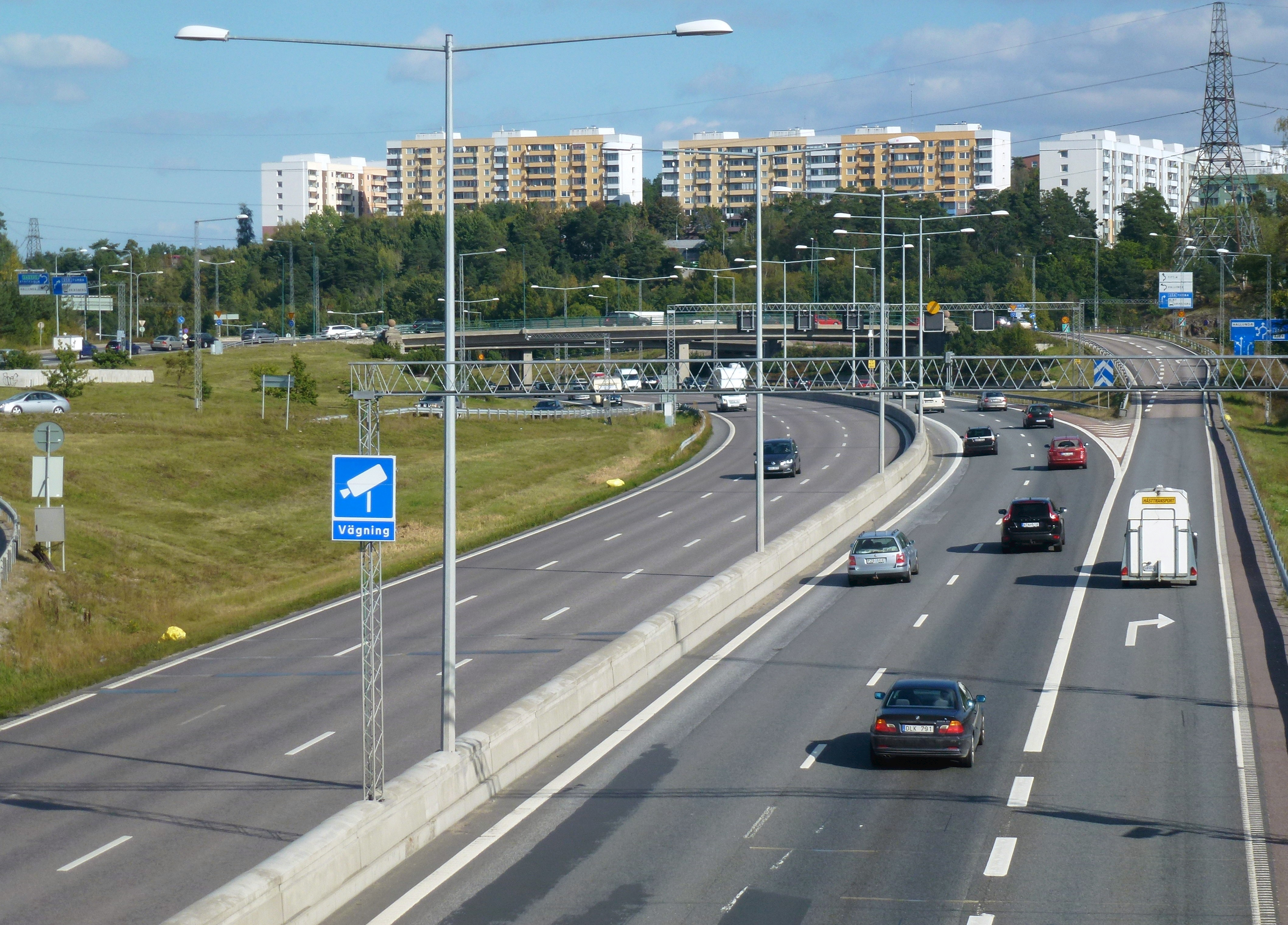
Hallunda trafikplats 2014.
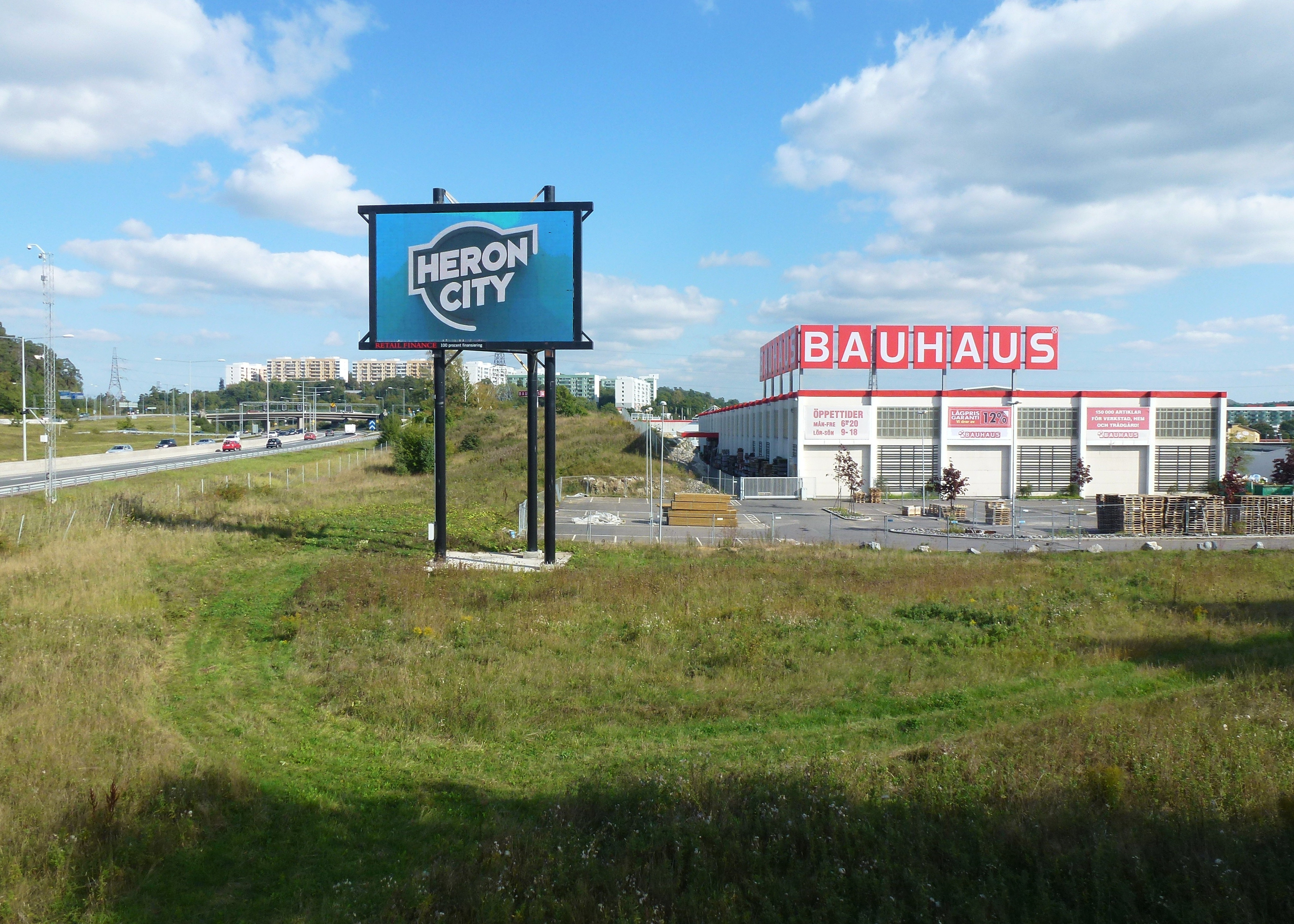
Kumla gårdstomt 2014.
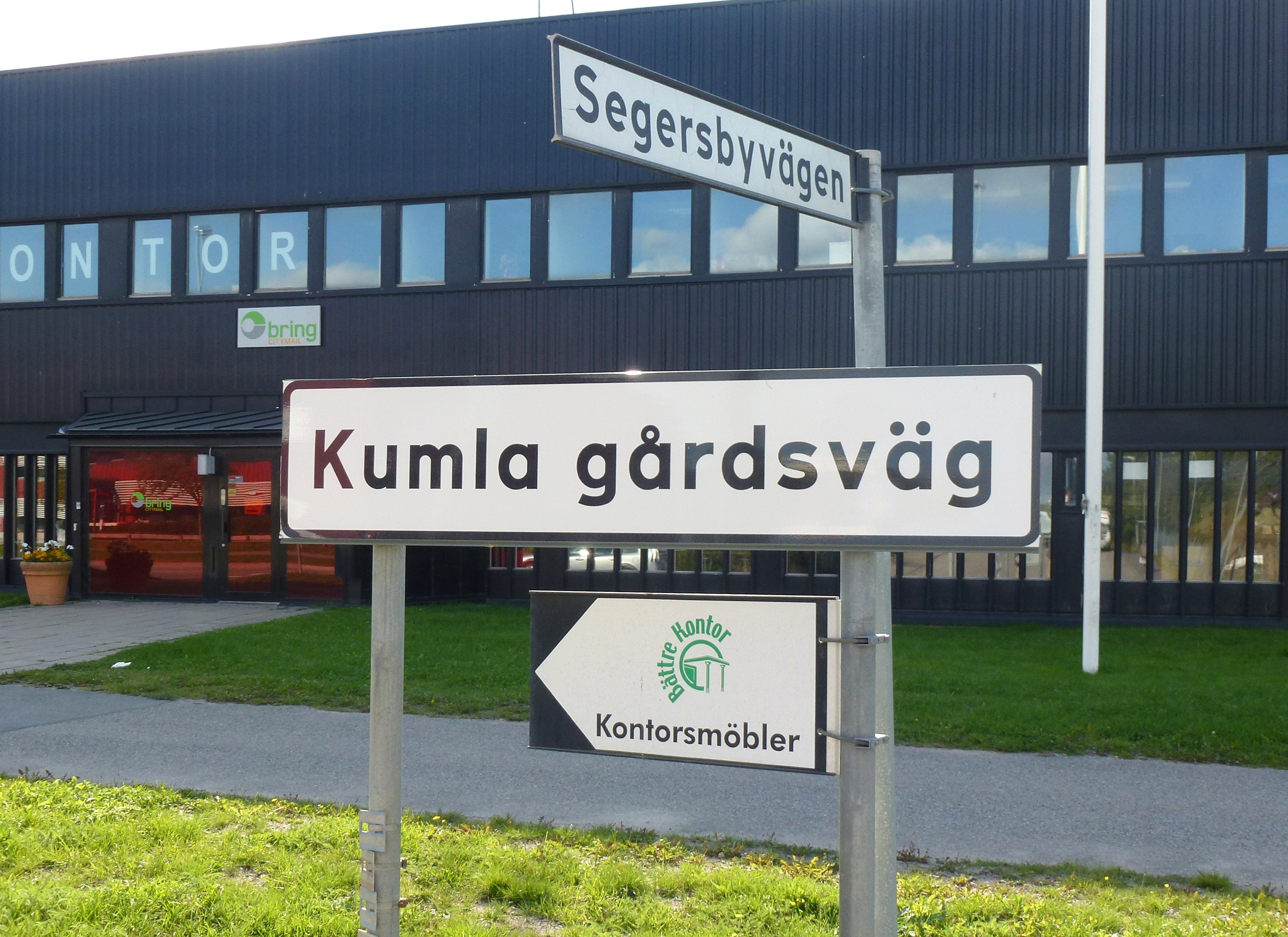
Kumla gårdsväg.